# Supercopa da Itália de 2021
A Supercopa da Itália de 2021 ou Supercoppa Italiana 2021 foi a 34ª edição da Supercopa da Itália de futebol. Foi disputada entre Internazionale, vencedora da Serie A 2020-21, e Juventus, vencedora da Copa da Itália 2020-21 no dia. Foi disputada no dia 12 de janeiro de 2022.

## Participantes
| Equipe         | Classificação                        | Participações anteriores (negrito indica vitória)                                                   | Ref.                |
| -------------- | ------------------------------------ | --------------------------------------------------------------------------------------------------- | ------------------- |
| Internazionale | Campeão da Série A de 2020–21        | 9 (1989, 2000, 2005, 2006, 2007, 2008, 2009, 2010, 2011)                                            | [carece de fontes?] |
| Juventus       | Campeão da Copa da Itália de 2020–21 | 16 (1990, 1995, 1997, 1998, 2002, 2003, 2005, 2012, 2013, 2014, 2015, 2016, 2017, 2018, 2019, 2020) | [carece de fontes?] |

## Partida
| 12 de janeiro de 2021 | Internazionale                | 2 – 1     | Juventus     | Estádio Giuseppe Meazza, Milão          |
| CET (UTC+1)           | 35' Martínez · 120+1' Sánchez | Relatório | 25' McKennie | Público: 29,696 Árbitro: Daniele Doveri |